# Makrikápa
Makrikápa är en ort i Grekland.   Den ligger i prefekturen Nomós Evvoías och regionen Grekiska fastlandet, i den östra delen av landet, 70 km norr om huvudstaden Aten. Makrikápa ligger 239 meter över havet och antalet invånare är 878. Den ligger på ön Euboia.
Terrängen runt Makrikápa är varierad.Runt Makrikápa är det glesbefolkat, med 18 invånare per kvadratkilometer. Närmaste större samhälle är Psachná, 10,8 km väster om Makrikápa. 